# برينسيب بيو (محطة مترو أنفاق مدريد)
برينسيب بيو (بالإسبانية: Príncipe Pío)‏ هي محطة مترو أنفاق في مدريد في إسبانيا، تقع على الخط رقم 6.